# Formica pisarskii
Formica pisarskii (лат.) —  вид муравьёв рода Formica (Formicidae).

## Распространение
Азия: Монголия, Россия (Сибирь), Китай (Тибет).
Средняя Сибирь и северо-восточный Тибет между 91 и 115° в. д. В Северной Монголии и Прибайкалье и Забайкальском крае сопредельной России встречается между 45,9 и 53,2° с. ш. на высотах от 470 до 2327 м. В северо-восточном Тибете встречается между 33 и 39° северной широты на высоте от 3100 до 3920 м над уровнем моря.

## Описание
Длина тела около 5 мм. Основная окраска темно-коричневая, часто имеет желтоватый оттенок. Область затылочных углов с прижатыми волосками. Дорсальная часть мезосомы с отстоящими щетинками. Голова с глубокой выемкой на затылочном крае, характерной для всех членов подрода Coptoformica.
Основные биотопы – открытая и довольно сухая степь, но может встречаться и на свежих лугах и редколесье. F. pisarskii сооружает типичные курганы из мелких травинок, но в каменистой горной степи Монголии гнездился преимущественно под камнями – как правило, без прилипших куч травянистых частиц. Наиболее вероятным видом-хозяином для основания социально-паразитической колонии является Formica picea candida, который наблюдался на любом участке, где был обнаружен F. pisarskii. Крылатые были замечены в гнездах 1 августа 2001 года в северо-восточном Тибете и 8 августа 2003 года в Монголии.

## Систематика
Вид был впервые описан в 1964 году российским мирмекологом Геннадием Михайловичем Длусским по материалам из Монголии.
Иногда рассматривается синонимом Formica forsslundi (Seifert, 2000).
В 2021 году таксон Formica fossilabris Dlussky, 1965 (Тибет) был признан синонимом Formica pisarskii.